# Paul Tang
Paul Tang (Haarlem, 23 d'abril de 1967) és un polític i economista neerlandès. Entre el 2007 i el 2010 va ser membre de la Tweede Kamer, la cambra baixa dels Països Baixos. Des del 2014, és membre del Parlament Europeu pel partit Partit del Treball, que forma part de l'Aliança Progressista de Socialistes i Demòcrates (APSD). És el president de la delegació del Partit del Treball dels Països Baixos a l'APSD.